# Aedes denderensis
Aedes denderensis är en tvåvingeart som beskrevs av Wolfs 1949. Aedes denderensis ingår i släktet Aedes och familjen stickmyggor. Inga underarter finns listade i Catalogue of Life.